# Finlands håndboldlandshold (herrer)
Finlands håndboldlandshold for mænd er det mandlige landshold i håndbold for Finland. Det repræsenterer landet i internationale håndboldturneringer. De reguleres af Finlands håndboldforbund. Håndboldlandsholdet har aldrig vundet nogen store turneringer, og har som regel svært ved at kvalificere sig.
Holdet spillede deres første kamp den 22. marts 1947 i Helsingfors, og tabte 5-17 mod Sverige.

## Resultater

### VM
- 1958: 14.-plads[2]